# 清野満成
清野 満成（きよの みつなり）は、安土桃山時代の武将。

## 経歴
清野氏は信濃国埴科郡清野を本貫とする信濃村上氏の一族で、父という清野信秀が村上義清に従った後、武田氏の家臣となる。満成も当初は武田信玄・勝頼の二代に仕えた。
天正10年（1582年）武田氏が滅亡すると越後上杉氏の配下となっていた村上景国の麾下に入る。同年の天正壬午の乱では甲斐国に入った徳川家康に味方する佐久郡の依田氏に属し、翌天正11年（1583年）岩尾城の戦いにも従軍。依田氏が上野藤岡城に移るとこれにしたがった。
慶長5年（1600年）1月、依田康勝が改易となり高野山に入るとこれに従う。同年、関ヶ原の戦いに東軍の将士として従軍。戦後は旧領の藤岡に帰り、ここに居住した。嫡男の満波は徳川家に出仕し、子孫は旗本となる。寛永6年（1629年）65歳で没。